# Skyfall (песен)
Skyfall e песен от саундтрака на двадесет и третия филм от поредицата за Джеймс Бонд 007 Координати: Скайфол на английската певица Адел. Премиерата ѝ е на 5 октомври в 0:07 часа на Световния ден на Джеймс Бонд, с който се отбелязва 50-годишнината от първия филм в поредицата Доктор Но.
Песента печели Оскар за най-добра песен, а също така и Златен глобус и награда Брит. Адел изпълнява на живо песента на Оскари 2013.

## Номинации и награди
| Церемония            | Категория                    | Номинация или награда |
| -------------------- | ---------------------------- | --------------------- |
| Оскари 2013          | най-добра песен              | Награда               |
| Бритс 2013           | британски сингъл на годината | Награда               |
| Златен глобус 2013   | най-добра песен              | Награда               |
| Награди Сателит 2012 | най-добра песен              | Номинация             |